# (9514) Deineka
(9514) Deineka est un astéroïde de la ceinture principale.

## Description
(9514) Deineka est un astéroïde de la ceinture principale. Il fut découvert le 27 septembre 1973 à Naoutchnyï par Lioudmila Jouravliova. Il présente une orbite caractérisée par un demi-grand axe de 2,33 UA, une excentricité de 0,26 et une inclinaison de 2,4° par rapport à l'écliptique.

## Compléments